# ナツツバキ
ナツツバキ（夏椿・沙羅、学名: Stewartia pseudocamellia）は、ツバキ科ナツツバキ属の落葉小高木・高木。別名でシャラノキ、シャラなどともよばれている。樹皮に美しい斑模様があり、初夏にツバキに似た白い花を咲かせる。

## 名称
和名ナツツバキの由来は、花や葉の形がツバキに似ており、夏に花が咲くことによる。
別名はシャラノキ（沙羅木）、サラノキ、シャラ、サルナメ、シャラソウジュ、サラソウジュ（娑羅樹、沙羅双樹）など。また、幹肌が次々と剥がれてすべすべしているのでサルスベリの異名もある。
インド北部に生えるフタバガキ科のサラソウジュ（別名：シャラノキ）に似ているとされて、江戸時代中期に仏教の聖樹である沙羅双樹をナツツバキにあてるようになり、上記の別名がインドのシャラノキの誤称との説がある。シャラは沙羅双樹のサラから転じたといわれる。
学名の属名 Stewartia は、イギリスの植物学者J・スチュアートの名によるもので、種小名 pseudocamellia は「ツバキに似た」という意味である。

## 分布
原産地は日本から朝鮮半島にかけてである。日本では宮城県・福島県・新潟県以西の本州、四国、九州の山地に自生する。やや深山の谷間に自生し、涼しいところや、湿潤な土地に生える。よく庭などに栽培もされ、北海道南部から九州の範囲が植栽可能地とされる。
ナツツバキより花の小さいヒメシャラ（Stewartia monadelpha）も山地に自生し、栽培もされる。ナツツバキ属（Stewartia）は東アジアと北アメリカに8種ほど分布する。

## 特徴
落葉広葉樹。中高木で、樹高は10 - 20メートル (m) 程度になる。株立ちで、樹皮は滑らかで黒ずんだ赤褐色をしており、10年目くらいから樹皮が薄く不規則に剥がれて、独特の褐色や灰褐色の斑紋ができよく目立ち、サルスベリともよばれた。近縁のヒメシャラの赤褐色との区別点である。一年枝は細くて無毛。
葉は互生し、長さ4 - 12センチメートル (cm) 程度の倒卵形で、葉先は尖り、葉縁に細かい鋸歯がある。葉身はやや厚い膜質で、表面に光沢はなく、ヒメシャラよりも大きく、葉脈が目立つ。ツバキのなかまは常緑性であるが、本種やヒメシャラは落葉性で、秋には紅葉して落葉する。秋には紅葉し、多くは橙色に色づくが、黄色っぽいものや、条件がよいと赤くなるなるものもある。
花期は梅雨期（6月 - 7月初旬）である。葉のつけ根に、直径5 - 6 cm程度の白い花を上向きに咲かせる。花びらは5枚で白く、縁には細やかなしわがある。なかには、花弁の一部がピンク色となっているものがある。雄しべの花糸が黄色い。朝に開花し、夕方には落花する一日花である。
果実熟期は10月。果実は、5つの稜がある長さ15 - 20ミリメートル (mm) の卵形で、先端は尖り、熟すと5裂して、果殻は翌年の春まで残る。
冬芽は頂芽と側芽がついて互生し、紡錘形または長楕円形で先端が尖っている。外側は灰褐色の芽鱗2枚が両側から包み、毛が生えている。その内側にも灰緑色の芽鱗2枚に包まれており軟毛が生えている。冬芽のわきにある葉痕は半円形で、維管束痕が1個つく。
ナツツバキの画像
- 樹形
- 幹肌は斑模様でなめらか
- 葉は倒卵形で先が尖る
- 花蕾
- 花は白い5弁花
- 花の一部がピンク色になるものもある
- 果実
- 秋は紅葉する
- 果実は5裂して冬でも枝に残る

## 栽培
庭木や公園樹としてよく植えられる。また、街路樹にして植えられていたり、沙羅双樹の名をもらっていることから、日本では冬を越せないインドのサラソウジュの代用で、ナツツバキが寺の境内にも植えられているところもある。材は樹皮が美しく滑らかで、床柱に使われる。
西日を嫌い湿潤な環境を好むことから、庭の東側や北側、あるいは中庭に植えられ、日当たりの良い場所や乾燥場所は避けられる。日なた、半日陰、いずれの環境でも育つが、半日陰のほうが木が傷みにくい傾向にあり、幹に直射日光を当てない環境が最適と言われている。植栽適期は3月下旬 - 4月上旬と10月中旬 - 11月、または12 - 3月とされる。病虫害では、チャドクガの害に注意を要する。剪定の適期は、10月中旬 - 3月、花後の7月とされる。

## 鑑賞
晩春に白い花を咲かせる花木で、株立ちの樹形が美しく、花や葉が落ちた後も幹肌の模様も面白く、観賞性が高い。
- 妙心寺東林院（京都府京都市右京区花園）
- 池田山（岐阜県揖斐郡池田町）
- 應聖寺（兵庫県神崎郡福崎町）
- 慈雲山普門寺[16]（大阪府高槻市富田町）

ナツツバキの花言葉は、「愛らしさ」とされる。